# Trematooecia protecta
Trematooecia protecta is een mosdiertjessoort uit de familie van de Colatooeciidae. De wetenschappelijke naam van de soort is voor het eerst geldig gepubliceerd in 1940 door Raymond Carroll Osburn.